# Алекс Джеймс
Алекс Джеймс (англ. Alex James; 21 листопада 1968, Борнмут, Англія) — басист гурту Blur, композитор, письменник, журналіст, колумніст.

## Життєпис
Алекс Джеймс народився 21 листопада 1968 року у Борнмуті.
У віці 11 років Алекс почав вивчати гру на фортепіано і скрипці. Він багато часу присвячував навчанню і досягнув успіху у школі. Алекс грав у футбол і навіть брав участь у деяких матчах Southampton F.C. у команді запасу, але музика завжди була його головним захопленням. Коли йому було 16 років, Алекс придбав копію бас-гітари Fender Precision, проте тоді він ще не вмів на ній грати.
Одною з перших груп, у якій Алексу довелося грати, була нікому не відома команда під назвою Mr. Pangs Bang Bangs.
Пізніше він грав у групі The Age of Consent. Хлопці грали пісні Fleetwood Mac, доки хтось зі слухачів не здогадався, що це не їхня музика.
Алекс поїхав у Лондон, щоб вступити у Goldsmith's University. Там він познайомився з Гремом Коксоном, і вони разом брали участь у різноманітних художніх і артистичних рухах, включаючи їхній власний арт-гурт Nichtkunst. Саме Грем привів Алекса до гурту Circus, де тоді грав Деймон Албарн, майбутній соліст Blur.
Алекс приєднався до гурту. Спочатку він був не дуже вправним басистом, і в деяких ранніх композиціях він взагалі на бас-гітарі не грає. Навіть у пісні 
She's So High на бас-гітарі грає Грем.
Коли до гурту приєднався Дейв Раунтрі, Алекс покинув навчання, щоб присвятити себе музиці. Він так і не закінчив університет, осікльки випускні екзамени збіглися з початком музичної кар'єри Blur і підписанням контракту з лейблом Food Records.
З 1989 до 2003 року (а також з 2009 року) Алекс Джеймс — басист гурту Blur.
Після розпаду гурту у 2003 році купив сирний завод, де виробляє сир Blue Monday. Сир названий на честь пісні британського гурту New Order. Живе у маленькому будиночку в селі.
5 листопада 2010 у Міжнародному центрі свого рідного міста Борнмута Алекс Джеймс отримав почесний вчений ступінь Доктора мистецтв. Вчений ступінь був присуджений Алексу головою Борнмутського університету Лордом Філліпсом за заслуги у мистецтві.
Алекс написав дві книги: "Bit Of A Blur (The official autobiography of Alex James)" (вийшла у 2007 році) і "All Cheeses Great and Small (A Not So Everyday Story of Country Folk)" (вийде у 2011 році).
Алекс Джеймс одружений, має п'ятьох дітей.

## Дискографія
Blur
- Leisure (1991)
- Modern Life Is Rubbish (1993)
- Parklife (1994)
- The Great Escape (1995)
- Blur (1997)
- 13 (1999)
- Think Tank (2003)

Fat Les (сингли)
- Vindaloo (1998)
- Naughty Christmas (Goblin in the Office) (1998)
- Jerusalem (2000)
- Who Invented Fish & Chips?

Me Me Me
- EP Hanging Around (2006)